# Piel de banana

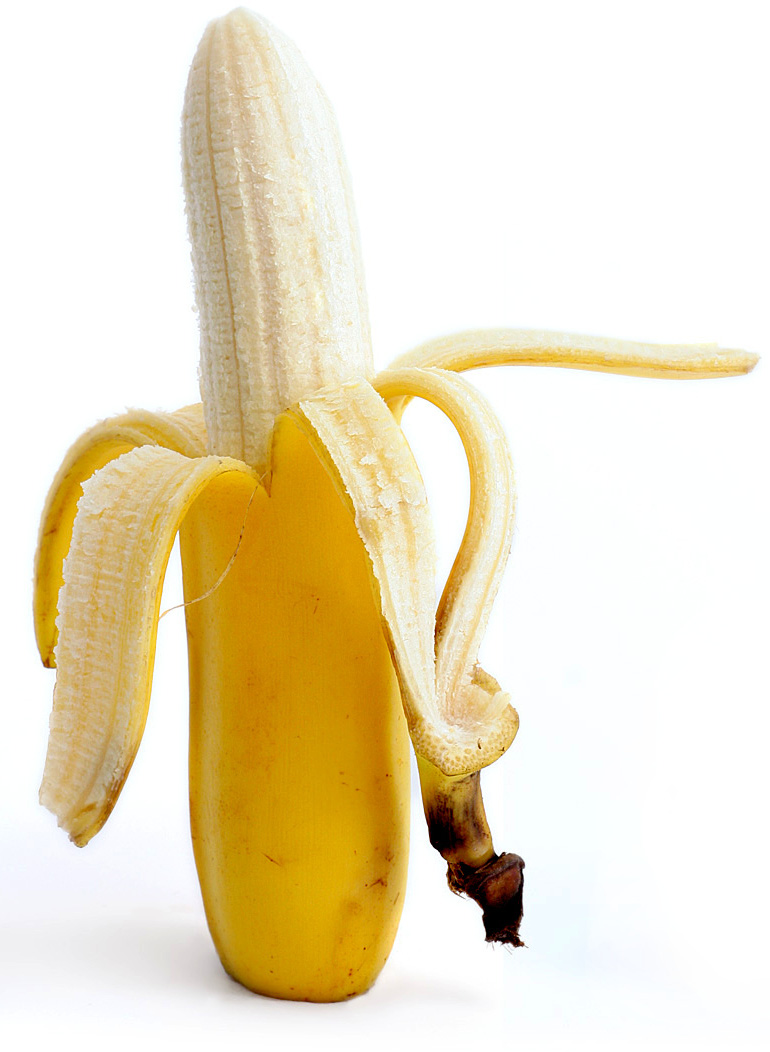
Un plátano con cáscara parcialmente quitada (parcialmente "pelada"). La cáscara es la "piel" exterior amarilla.

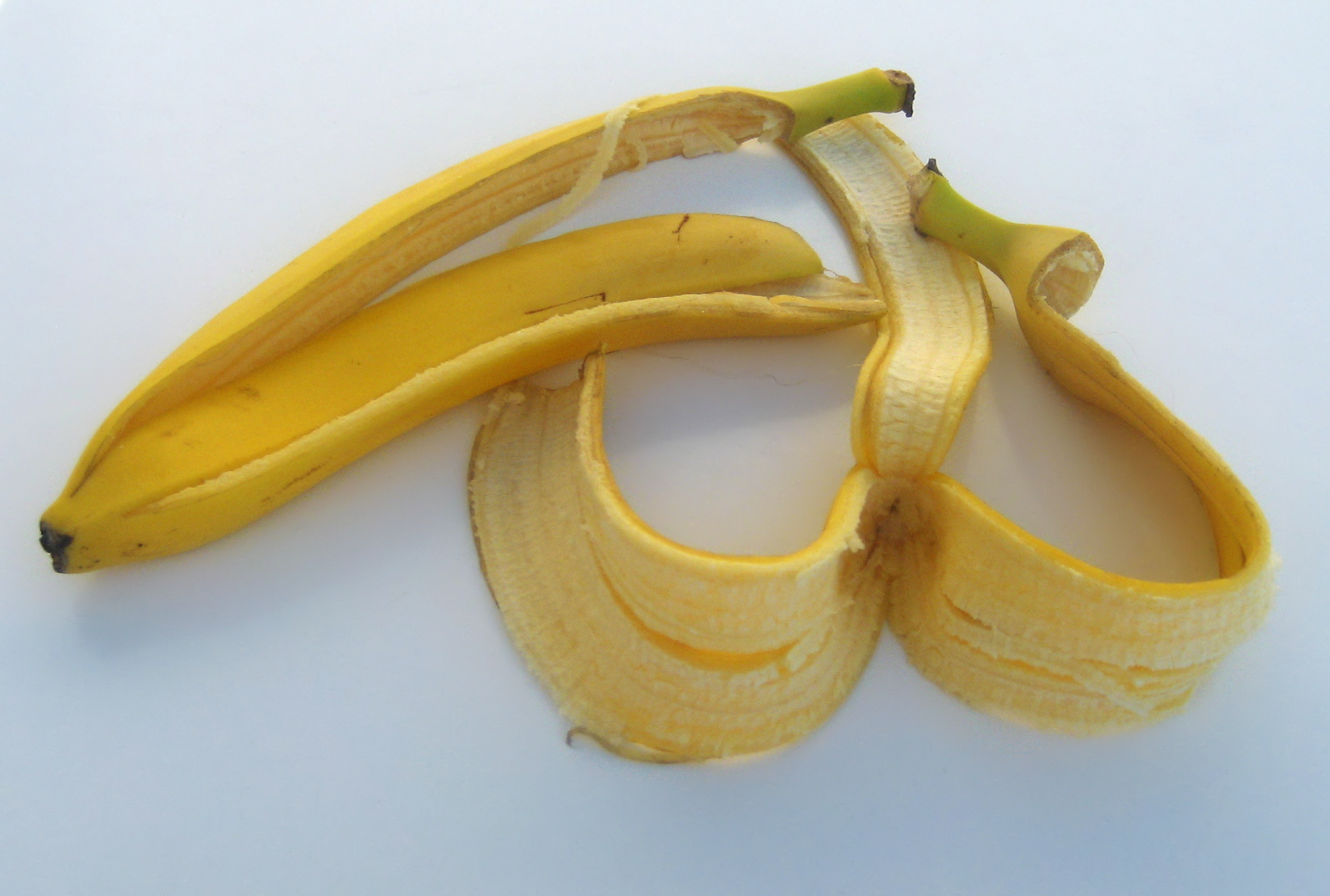
Cáscaras de plátano desechadas

La piel de plátano o piel de banana es la cáscara que protege la fruta de las distintas especies del género Musa, particularmente Musa × paradisiaca, y que tiene diversos usos humanos; Se utilizan como alimento para animales, como ingrediente en cocina, como agente depurador del agua, para la fabricación de diversos productos bioquímicos, así como para bromas y situaciones cómicas.

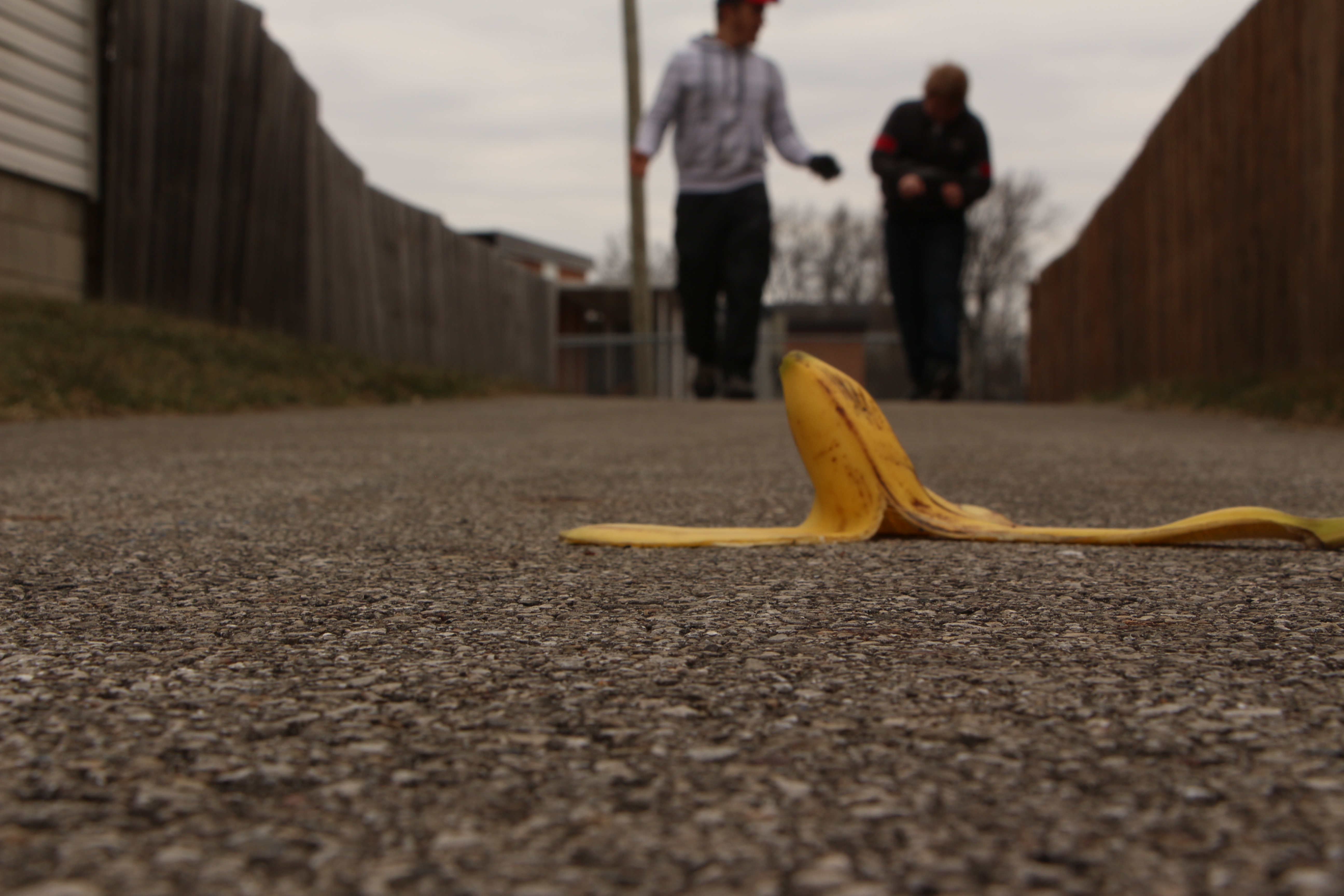
Una cáscara de plátano en el suelo.

Existen varios métodos para quitar la cáscara de un plátano.

## Usos
La banana es la fruta más consumida en todo el mundo[cita requerida] con una producción anual de más de 165 millones de toneladas en 2011. Una vez que se quita la cáscara, la fruta se puede comer cruda o cocida y la cáscara generalmente se desecha. Debido a esta eliminación de la cáscara del plátano, se genera una cantidad significativa de desechos orgánicos.
La piel de banana es común en las cocinas del sudeste asiático, la india y la venezolana. En abril de 2019, se hizo viral en Internet una receta vegana de pulled pork hecho a partir de cáscaras de plátano de la bloguera gastronómica Melissa Copeland, también conocida como The Stingy Vegan. Durante 2020, la ganadora de The Great British Bake Off, Nadiya Hussain, reveló que usa cáscaras de plátano como alternativa al pulled pork al hacer hamburguesas en un esfuerzo por reducir el desperdicio de alimentos. Más tarde, ese mismo año, la chef de televisión Nigella Lawson usó piel de plátano como ingrediente para un curry en su programa de la BBC.
Asimismo, las pieles de banana a veces se utilizan como materia prima para ganado, cabras, cerdos, monos, aves de corral, conejos, peces, cebras y varias otras especies, generalmente en pequeñas granjas en regiones donde se cultivan bananas.  Existen algunas preocupaciones sobre el impacto de los taninos contenidos en las cáscaras en los animales que los consumen.  
Las cáscaras de plátano también se utilizan para la purificación de agua, para producir etanol, celulasa, lacasa, como fertilizante  y en compostaje. 

## Valor nutricional
El valor nutricional de la piel de banana depende del estado de madurez y del cultivar; por ejemplo, la cáscara del plátano macho contiene menos fibra que la cáscara de la banana común o «de postre», y el contenido de lignina aumenta con la maduración (7-15 % de la materia seca). En promedio, las cáscaras de plátano contienen entre un 6 y un 9 % de materia seca de proteína y entre un 20 y un 30 % de fibra (medido como NDF). Las cáscaras de plátano verde contienen un 40 % de almidón que se transforma en azúcares por la maduración. Las cáscaras de plátano verde contienen mucho menos almidón (alrededor del 15 %) cuando están verdes que las cáscaras de plátano, mientras que las cáscaras de plátano maduras contienen hasta un 30 % de azúcares libres. 

## En comedia
La piel de banana se ha convertido en un ícono de la comedia visual, ya que resulta cómicamente torpe la acción de resbalarse con una cáscara tirada en el suelo. Este gag ya se consideraba un clásico en los Estados Unidos de la década de 1920. Se remonta a finales del siglo XIX, cuando los desechos de cáscara de plátano se consideraban un peligro público en varias ciudades estadounidenses. Aunque los chistes sobre el deslizamiento de la cáscara del plátano se remontan al menos a 1854, se hicieron mucho más populares a partir de finales de la década de 1860, cuando la importación a gran escala de plátanos los hizo más disponibles. Cal Stewart, comediante de vodevil, incluyó chistes sobre la cáscara de plátano en uno de los primeros álbumes de comedia, Uncle Josh in a Department Store en 1903. Antes de que los chistes sobre pieles de banana se pusieran de moda, las cáscaras de naranja y, a veces, las pieles de melocotón, o las cáscaras de frutas en general, eran divertidas y causantes de accidentes. Resbalar en una cáscara de plátano fue en un momento una preocupación real con las ordenanzas municipales que rigen la eliminación de la cáscara.
El coeficiente de fricción de la cáscara de plátano sobre una superficie de linóleo se midió en solo 0.07, aproximadamente la mitad que el del metal lubricado sobre metal. Los investigadores atribuyen esto a la trituración del gel folicular de polisacárido natural, liberando un sol homogéneo. Este hallazgo nada sorprendente fue galardonado con el Premio Ig Nobel de física 2014.

## Métodos de pelado

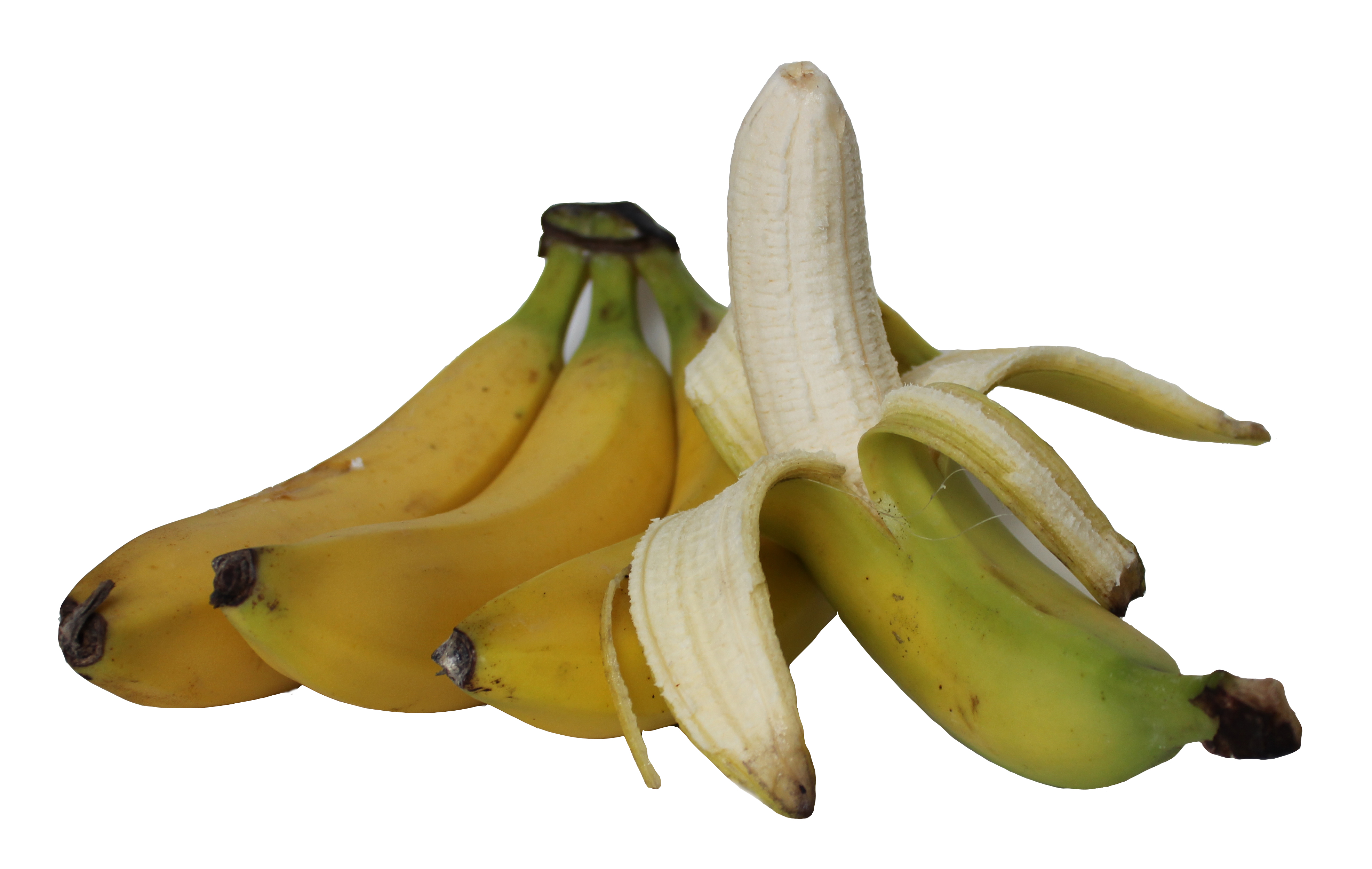
Un plátano pelado a la manera primate

La mayoría de las personas pelan un plátano cortando o partiendo el tallo y dividen la cáscara en secciones mientras las separan de la fruta desnuda. Otra forma de pelar un plátano es en la dirección opuesta, desde el extremo con el residuo floral pardusco, una forma que generalmente se percibe como «al revés». Esta forma también se conoce como el «método del mono», ya que se dice que así pelan las bananas los monos. 
Cuando se pellizca la punta de un plátano con dos dedos, se partirá y la cáscara se desprenderá en dos secciones limpias. Las fibras internas, o «hilos», entre la fruta y la cáscara permanecerán adheridas a la cáscara y el tallo del plátano se puede utilizar como mango al comer el plátano.

## Efectos psicoactivos
Existe la creencia generalizada de que las cáscaras de plátano contienen una sustancia psicoactiva llamada «bananadina», la cual se dice que al ser fumada, produce un «subidón» como la marihuana o una sensación de relajación. Esta creencia, que es más bien una leyenda urbana, surgió durante los años de la contracultura de los años 60s y a menudo se asocia con la canción de 1966 Mellow Yellow de Donovan. Incluso algunos recetarios explican cómo extraer la bananadina de la piel de plátano (a pesar de ser una sustancia totalmente ficticia), a base de raspar las fibras de la cáscara y cocinarla a fuego lento; por ejemplo, en el libro de cocina The Anarchist Cookbook de 1971 o en una receta de la revista underground Berkeley Barb.